# Pendálofos (Kozáni)
Pendálofos, en grec moderne : Πεντάλοφος,  est un village et un ancien dème du district régional de Kozáni, en Macédoine-Occidentale, Grèce. Depuis 2010, il est fusionné au sein du dème de Vóio.
Selon le recensement de 2011, la population du dème s'élève à 620 habitants tandis que celle du village compte 446 habitants.